# Darius J. Piwowarczyk
Darius J. Piwowarczyk SVD (* 1958 in Jawor) ist ein polnischer Ethnologe.

## Leben
Er war Missionar in Bolivien und Paraguay (1991–1995). Er wurde 2002 in Ethnologie an der Catholic University of America promoviert. Er lehrte von 2002 bis 2006 Ethnologie am Divine Word College. Seit 2008 ist er Chefredakteur der ethnologischen Zeitschrift Anthropos. Internationale Zeitschrift für Völker- und Sprachenkunde. Seit 2014 ist er Professor im Bereich der Ethnologie an der Philosophisch-Theologischen Hochschule SVD St. Augustin und Gastprofessor am Institut für Ethnologie der Jagiellonen-Universität. An der Universität Fribourg wurde er 2016 mit dem Projekt Die kulturelle und politische Rolle der deutschen Steyler Missionare in Togo (1892–1918) habilitiert.
Seine Schwerpunkte sind politische Anthropologie, insbesondere Beziehungen zwischen Inhabern der politischen und symbolischen Macht, Religionsethnologie, besonders die politische und kulturelle Rolle der christlichen Missionen in den deutschen Schutzgebieten (1884–1918) und in Südamerika, Amerikanistik (Indigenismus; indigene Jäger- und Sammlerkulturen Südamerikas; Modernisierungsprozesse in Lateinamerika) und Sozial- und Kulturtheorie.

## Publikationen (Auswahl)
- Coming Out of the “Iron Cage.” The Indigenists of the Society of the Divine Word in Paraguay, 1910–2000 (= Studia Instituti Anthropos, Band 52). Neue Academic Press, Fribourg 2008, ISBN 3727816201 (zugleich Dissertation, Catholic University of America 2002).